# 貝蒂單頜鰻
貝蒂單頜鰻為輻鰭魚綱囊鰓鰻目單頜鰻科的其中一種，分布於東大西洋區海域，屬深海魚類，體長可達10.3公分。

## 擴展閱讀
維基物種上的相關：貝蒂單頜鰻